# Моп (тряпка)

Верёвочный моп

Плоский моп

Моп (от англ. mop, швабра) — насадка для швабры или щётки, соответствующая по размеру и типу крепления, для уборки и ухода за полами с твёрдым покрытием; современный аналог обычной половой тряпки из мешковины. Используется вместе с ручкой и крепежом. В зависимости от конструкции могут использоваться как для сухой, так и для влажной или мокрой уборки, нанесения защитных или дезинфицирующих покрытий и т.п.

## Плоские насадки
Плоский моп надевается на специальную рамку — зажим (иногда называемую флаундером) либо пристёгивается к ней с помощью «липучек», шипов и тому подобного. Различают в зависимости от предназначения различные варианты таких насадок: от предназначенных для подметания пыли (сбор мелкодисперсных загрязнений с помощью электростатического эффекта) до комбинированных с нейлоновыми щётками для абразивной чистки. Насадки с использованием электростатического эффекта могут плохо переносить соприкосновение с водой и применяются для сухой уборки, в то же время существуют специальные насадки, стойкие к химически активным средам и удобные при большом количестве воды и/или грязи.

## Верёвочный моп
Верёвочный моп (иногда называемый кентукки) крепится к палке с помощью зажима с резьбовым креплением и представляет собой пучок верёвок, петель, разрезанного микроволокна или подобного. Применяется для сбора излишков влаги в стеснённых пространствах.